# Епархия Кахамарки
 Епархия Кахамарки  (лат. Dioecesis Caiamarcensis) — епархия Римско-Католической церкви с центром в городе Кахамарка, Перу. Епархия Кахамарки входит в митрополию Трухильо. Кафедральным собором епархии Кахамарки является церковь Екатерины Александрийской в городе Кахамарка.

## История
3 апреля 1905 года Святой Престол учредил епархию Кахамарки, выделив её из епархии Чачапояса и епархии Трухильо (сегодня — архиепархия). В этот же день епархия Кахамарки вступила в митрополию Лимы.
23 мая 1943 года епархия Кахамарки вошла в митрополию Трухильо.
11 января 1946 года епархия Кахамарки передала часть своей территории новой апостольской префектуре Сан-Франциско Ксаверия.
17 декабря 1956 года епархия Кахамарки передала часть своей территории в пользу новой епархии Чиклайо.

## Ординарии епархии
- епископ Francisco de Paula Groso (21.03.1910 — 13.03.1928)
- епископ Antonio Rafael Villanueva (5.11.1928 — 2.08.1933)
- епископ Giovanni Giuseppe Guillén y Salazar (21.12.1933 — 16.09.1937)
- епископ Teodosio Moreno Quintana (15.12.1940 — 27.06.1947) — назначен епископом Уануко
- епископ Pablo Ramírez Taboado (5.09.1947 — 28.01.1960) — назначен епископом Уачо
- епископ Nemesio Rivera Meza (28.01.1960 — 8.07.1961)
- епископ José Antonio Dammert Bellido (19.03.1962 — 1.12.1992)
- епископ Ángel Francisco Simón Piorno (18.03.1995 — 4.02.2004) — назначен епископом Чимботе
- епископ José Carmelo Martínez Lázaro (12.10.2004 — по настоящее время)

## Источник
- Annuario Pontificio, Ватикан, 2007